# Liga A 2014-15 mannen (volleybal België)
Het seizoen 2014/15 van de Belgische  Liga A.

## Naamswijzigingen
Na het faillissement van de naamsponser van VC Euphony Asse-Lennik wijzigde de ploeg zijn naam in Volley BeHappy2 Asse-Lennik.

## Promoties en degradaties

### Gedegradeerde teams
Omdat er het vorig seizoen slechts 9 ploegen deelnamen aan Liga A, waren er geen dalers.

### Gepromoveerde teams
De kampioen uit Liga B promoveerde voor de start van het seizoen:
- Volley Haasrode Leuven

### Degraderend team
Enkel de ploeg die laatste einde in de Play Downs zakt naar Liga B. Dit zou VBC Waremme geweest zijn. Er waren echter plannen om de Ethias Volley League in de toekomst uit te breiden van 10 naar 12 ploegen. De RvB KBVBV heeft in navolging van artikel 3.6 van de competitiereglementen  op haar vergadering van 18 december 2014 beslist om geen wijzigingen door te voeren, met uitzondering van de Ethias Volley League, die in het seizoen 2015-2016 met 11 ploegen zal betwist worden. Dit als overgangsmaatregel om in het seizoen 2016-2017 de competitie met 12 ploegen aan te vatten. Hierdoor was er geen degradant naar Liga B.
Op maandag 6 juli 2015 besliste het BAS om Puurs definitief geen licentie toe te kennen. Hierdoor degradeerde Puurs naar Liga B. Er zullen bijgevolg slechts 10 ploegen deelnemen aan de Ethias Volley League volgend seizoen.

### Promoverend team
Dit team werd kampioen in Liga B en promoveerde naar Liga A.
- Gea Happel Amigos Zoersel

## Clubs
Tien ploegen startten aan het seizoen 2014/15 in Liga A. De meeste clubs (8) komen uit Vlaanderen en twee uit Wallonië. De best vertegenwoordigde provincies zijn Antwerpen, West-Vlaanderen en Vlaams-Brabant, met ieder 2 clubs. Limburg, Luik, Waals-Brabant en Oost-Vlaanderen tellen beide 1 ploeg. De provincies Namen, Luxemburg en Henegouwen hebben geen vertegenwoordigers in de hoogste reeks.
Ook het Brussels Hoofdstedelijk Gewest heeft geen vertegenwoordiger in deze competitie.
| #  | Club                        | Locatie            | Sporthal                   | Capaciteit |
| -- | --------------------------- | ------------------ | -------------------------- | ---------- |
| 1  | Knack Randstad Roeselare    | Roeselare          | Schiervelde                | 2250       |
| 2  | Topvolley Antwerpen         | Antwerpen          | Sporthal Arena             | 1196       |
| 3  | Noliko Maaseik              | Maaseik            | Lotto Dôme                 | 2500       |
| 4  | Volley BeHappy2 Asse-Lennik | Zellik             | Molenbos                   | 640        |
| 5  | VC Argex Duvel Puurs        | Puurs              | Vrijhals                   | 900        |
| 6  | Prefaxis Menen              | Menen              | Vauban                     | 1200       |
| 7  | Axis Shanks Guibertin       | Mont-Saint-Guibert | Centre sportif Jean Moisse | 550        |
| 8  | VBC Waremme                 | Borgworm           | Hall Omnisports            | 500        |
| 9  | VDK Gent                    | Oostakker          | Edugo Arena                | 1000       |
| 10 | Volley Haasrode Leuven      | Haasrode           | Sportzaal Haasrode         | 500        |

| 1 2 3 4 5 6 7 8 9 10 Geografische verspreiding clubs |

## Verloop
Na het faillissement van hun naamsponsor zat Asse-Lennik in de problemen. Euphony had nog verplichtingen van het vorige seizoen niet nagekomen, en vereffening drong zich op voor de ploeg. De ploeg bleef echter zoeken naar een manier om verder te gaan. In deze zoektocht had de ploeg twee ondernemingen gevonden die met de ploeg een uitdaging aanging. Indien de facebookpagina van Asse-Lennik tegen 14 mei 2014 “15000 likes” had, engageerden deze ondernemingen zich om als hoofdsponsor garant te staan voor de redding van de ploeg.
Uiteindelijk werd deze uitdaging gehaald, en diende zich ook een derde sponsor aan. De ploeg diende vervolgens toch een aanvraag in om dit seizoen op het hoogste niveau te spelen.
Bij de aanloop van het seizoen hadden alle ploegen hun eigen ambitie. Knack Roeselare wilde zijn titel verdedigen, Antwerpen wilde hun voorbije seizoen bevestigen en Noliko Maaseik wilde opnieuw de play-off finale spelen. Aan de andere zijde van het klassement wilde promodus Haasrode Leuven niet direct degraderen. Men sprak de ambitie uit om de negende plaats te veroveren.
Na 13 speeldagen ontsloeg Maaseik hun coach Erik Verstraeten. In de competitie stond de volleybalclub pas vierde, na Roeselare, Antwerpen en Asse-Lennik. Europees werd het uitgeschakeld in de groepsfase, na vijf nederlagen in zes matchen. Ook de Belgische beker draaide op een teleurstelling uit, in de halve finale was titelhouder Antwerpen te sterk. 
Na de verloren bekerfinale ontsloeg ook Antwerpen hun coach.
Twee speeldagen voor het einde waren er vijf ploegen mathematisch zeker van de deelname aan de Play-offs. Voor de zesde en laatste plaats ging de strijd tussen Puurs en Haasrode-Leuven. Deze laatste verraste hiermee vriend en vijand. Voor het seizoen had de ploeg zelf aangegeven hun eerste seizoen op het hoogste niveau het behoud veilig te stellen. Op de voorlaatste speeldag stond de match Haasrode Leuven - Puurs op het programma. Op dit moment leidde Haasrode Leuven met 4 punten op Puurs. Puurs won deze onderlinge confrontatie echter met 1-3, waardoor Haasrode-Leuven zijn voorsprong zag slinken tot 1 punt. De laatste speeldag van de reguliere competitie zou uitsluitsel moeten brengen.
Op de laatste speeldag moest Haasrode Leuven op bezoek bij de leider in de competitie: Roeselare. Puurs ontving Menen. Haasrode Leuven verloor de eerste set, terwijl Puurs de eerste set won. Uiteindelijk verloor Haasrode Leuven de match met 3-1, en hing alles af van de match Puurs-Menen over de verdeling van het laatste ticket van de Play-offs. Uiteindelijk verloor ook Puurs hun match met 1-3. Het gevolg hiervan was dat Haasrode Leuven het ene punt voorsprong op Puurs behield, en als nieuwe ploeg in de Ethias Volley League zich plaatste voor de Play-Offs. Puurs moest zich opmaken voor de Play-Downs.

## Reguliere competitie
| Pl. | Club                                      | Gesp. | 3-0 | 3-1 | 3-2 | 2-3 | 1-3 | 0-3 | SV | ST | Ratio  | Ptn. | PO of PD |
| --- | ----------------------------------------- | ----- | --- | --- | --- | --- | --- | --- | -- | -- | ------ | ---- | -------- |
| 1   | Knack Roeselare                           | 18    | 9   | 8   | 0   | 1   | 0   | 0   | 53 | 11 | 4,8182 | 52   | PO       |
| 2   | Topvolley Precura Schelde-Natie Antwerpen | 18    | 10  | 2   | 2   | 1   | 3   | 0   | 47 | 18 | 2,6111 | 41   | PO       |
| 3   | Volley BeHappy2 Asse-Lennik               | 18    | 7   | 4   | 3   | 2   | 1   | 1   | 47 | 22 | 2,1364 | 41   | PO       |
| 4   | Noliko Maaseik                            | 18    | 5   | 4   | 2   | 2   | 2   | 3   | 39 | 29 | 1,3448 | 33   | PO       |
| 5   | Prefaxis Menen                            | 18    | 2   | 6   | 2   | 1   | 3   | 4   | 35 | 34 | 1,0294 | 29   | PO       |
| 6   | Volley Haasrode Leuven                    | 18    | 1   | 3   | 2   | 2   | 6   | 4   | 28 | 43 | 0,6512 | 18   | PO       |
| 7   | VC Argex Duvel Puurs                      | 18    | 0   | 4   | 2   | 1   | 4   | 7   | 24 | 44 | 0,5455 | 17   | PD       |
| 8   | VDK Gent                                  | 18    | 1   | 3   | 1   | 2   | 5   | 6   | 24 | 44 | 0,5455 | 16   | PD       |
| 9   | Axis Shanks Guibertin                     | 18    | 1   | 3   | 0   | 0   | 9   | 5   | 21 | 45 | 0,4667 | 12   | PD       |
| 10  | VBC Waremme                               | 18    | 1   | 2   | 0   | 2   | 6   | 7   | 19 | 47 | 0,4043 | 11   | PD       |

## Play Offs
De nummers 1 tot 6 plaatsten zich voor de Play Downs en konden spelen voor een finaleplaats.
Dit waren respectievelijk: Roeselare, Antwerpen, Asse-Lennik, Maaseik, Menen en Haasrode Leuven.
| Pl. | Club                                      | Gesp. | 3-0 | 3-1 | 3-2 | 2-3 | 1-3 | 0-3 | SV | ST | Ratio  | Ptn. | Extra Ptn. | Europees volleybal            |
| --- | ----------------------------------------- | ----- | --- | --- | --- | --- | --- | --- | -- | -- | ------ | ---- | ---------- | ----------------------------- |
| 1   | Knack Roeselare                           | 10    | 4   | 2   | 3   | 0   | 0   | 1   | 27 | 11 | 2,4545 | 29   | 5          | Champions League en PO finale |
| 2   | Volley BeHappy2 Asse-Lennik               | 10    | 4   | 3   | 0   | 2   | 1   | 0   | 26 | 12 | 2,1667 | 26   | 3          | Champions League en PO finale |
| 3   | Topvolley Precura Schelde-Natie Antwerpen | 10    | 3   | 1   | 2   | 2   | 1   | 1   | 23 | 17 | 1,3529 | 22   | 4          | CEV Cup                       |
| 4   | Noliko Maaseik                            | 10    | 1   | 2   | 2   | 1   | 0   | 4   | 17 | 21 | 0,8095 | 16   | 2          | CEV Cup                       |
| 5   | Prefaxis Menen                            | 10    | 0   | 1   | 1   | 4   | 2   | 2   | 16 | 27 | 0,5926 | 10   | 1          | Challenge Cup                 |
| 6   | Volley Haasrode Leuven                    | 10    | 0   | 0   | 1   | 0   | 5   | 4   | 8  | 29 | 0,2759 | 2    | 0          |                               |

Noliko Maaseik had op het einde van dit seizoen een plaats in de CEV cup behaald. Ze kregen echter een Wildcard, waardoor dit ticket geüpgraded werd naar een ticket voor de Champions League.

### PO finale
| Datum      | Thuisploeg                  | Uitslag                                 | Bezoekende ploeg            |
| ---------- | --------------------------- | --------------------------------------- | --------------------------- |
| 22.04.2015 | Knack Roeselare             | 3:0 (25:19, 26:24, 26:24)               | Volley BeHappy2 Asse-Lennik |
| 25.04.2015 | Volley BeHappy2 Asse-Lennik | 3:2 (16:25, 25:22, 25:23, 22:25, 15:13) | Knack Roeselare             |
| 29.04.2015 | Knack Roeselare             | 3:1 (25:20, 29:27, 27:29, 25:23)        | Volley Behappy2 Asse-Lennik |
| 01.05.2015 | Volley BeHappy2 Asse-Lennik | 2:3 (25:21, 17:25, 25:21, 23:25, 4:15)  | Knack Roeselare             |

Na vier wedstrijden in deze 'best of five' kroonde Knack Roeselare zich tot Belgisch kampioen.

## Play Downs
De nummers 7 tot 10 moesten de Play Downs spelen voor het behoud.
Dit waren respectievelijk: Puurs, Gent, Guibertin en Waremme.
| Pl. | Club                  | Gesp. | W | 3-2 | 2-3 | V | SV | ST | Ratio  | Ptn. | Extra punten |
| --- | --------------------- | ----- | - | --- | --- | - | -- | -- | ------ | ---- | ------------ |
| 1   | VDK Gent              | 6     | 5 | 1   | 0   | 0 | 18 | 6  | 3,0000 | 19   | 2            |
| 2   | VC Argex Duvel Puurs  | 6     | 2 | 1   | 1   | 2 | 12 | 13 | 0,9231 | 12   | 3            |
| 3   | Axis Shanks Guibertin | 6     | 2 | 0   | 1   | 3 | 10 | 13 | 0,7692 | 8    | 1            |
| 4   | VBC Waremme           | 6     | 1 | 0   | 0   | 5 | 7  | 15 | 0,4667 | 3    | 0            |

Men wilde de Liga A uitbreiden van 10 naar 12 ploegen. Daarom zou er in het huidige (2014-2015) en komende seizoen (2015-2016) geen sportieve degradent zijn uit de Liga A. Het seizoen 2015-2016 zou met 11 ploegen worden afgewerkt, het seizoen 2016-2017 zou op deze manier met 12 ploegen van start kunnen gaan. Op 28 mei 2015 besliste de Belgische Volleyballiga om Puurs geen licentie toe te kennen om deel te nemen aan de Liga A. Puurs tekende beroep aan tegen deze beslissing bij het Belgische Arbitragehof van de Sport (BAS). Op 6 juli 2015 bevestigde het BAS de beslissing van de Belgische Volleyliga. Hierdoor degradeerde Puurs naar Liga B en start het seizoen 2015-2016 met 10 ploegen. 